# Elterjedési terület

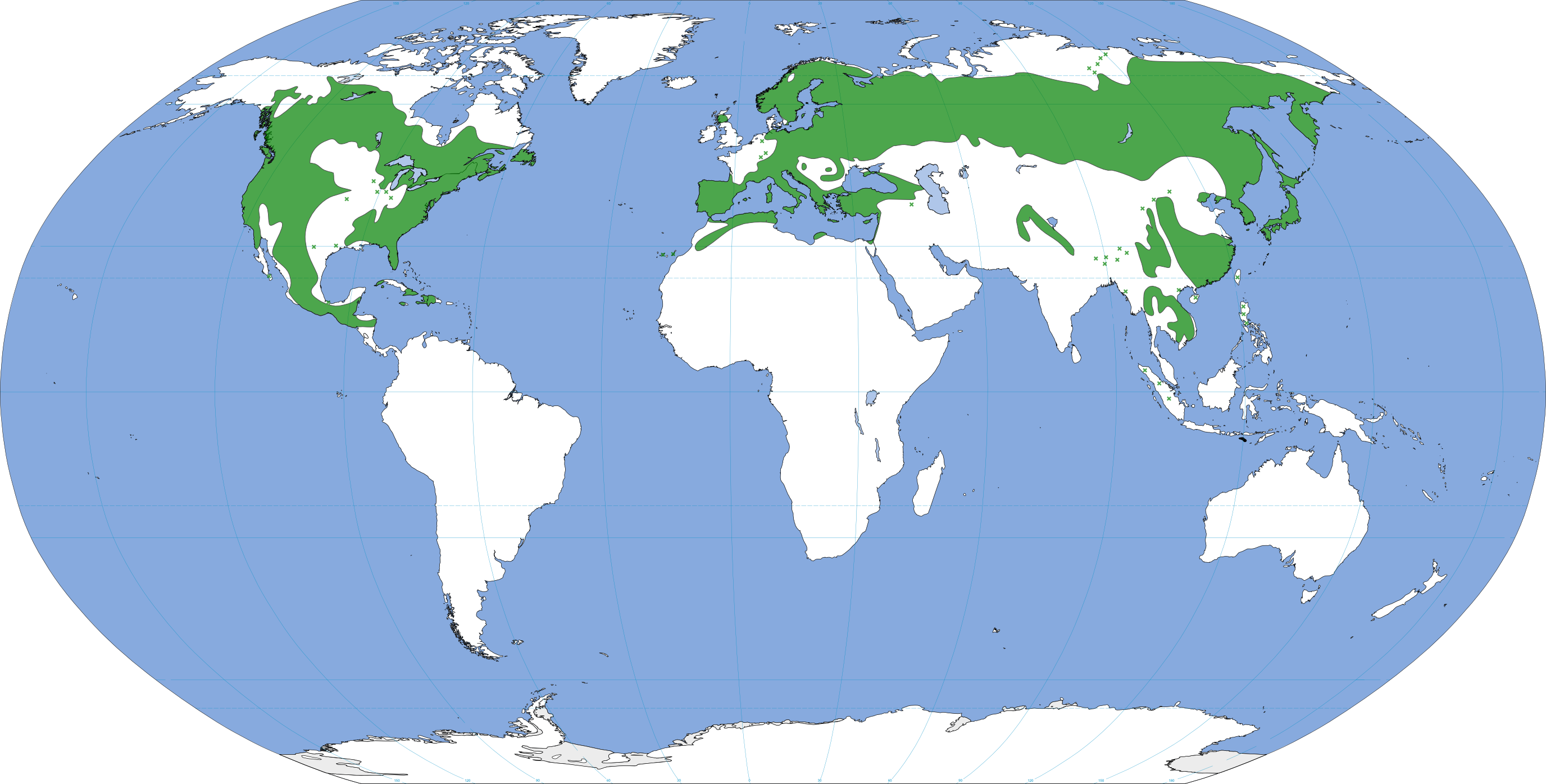
A répafenyő (Pinus) nemzetség elterjedési területe

Valamely élőlény elterjedési területe (area, área) az a terület, amelyen az illető élőlényt (fajt, családot, osztályt, törzset stb.) megtalálhatjuk; ahol annak egyedei élnek. Más szavakkal, ez az adott taxon valamennyi populációjának és egyedének valamennyi előfordulási helye.

## Az elterjedési területet meghatározó tényezők
- ökológiai igény (makroklíma, víz, alapkőzet, tápanyagellátás)
- versengés (kompetíció),
- filogénia (fajok keletkezése, terjeszkedése, visszahúzódása),
- migrációs képesség,
- földrajzi akadályok (tengerek, magashegységek, sivatagok, medencék stb.).

## Mérete

A rövidcsőrű hangyászsün (Tachyglossus aculeatus) kontinentális elterjedési területe

Az elterjedési terület mérete a törzsfejlődés során állandóan változik. Kiterjedését, illetve beszűkülését az adott élőlénycsoport alapvetően a tényezők két csoportja határozza meg:
- a taxon alkalmazkodóképessége, konkurenciaképessége és ezzel elterjedési esélyei
- a taxon számára megfelelő élőhelyek előfordulása.

Ennek eredményeként még a terjedő (expanzív) taxonok tényleges elterjedési területe (aktuális áreája) is sokkal kisebb, mint a számukra alkalmas terület (potenciális área), mivel a vándorlás és a tartós megtelepülés lassú, ráadásul a vándorlást gyakran terjedési korlátok (tengerek, hegységek, sivatagok) akadályozzák. Korunkban számos faj robbanásszerű elterjedése éppen annak köszönhető, hogy ezek (szándékos vagy akaratlan) emberi segítséggel átlépték elterjedési korlátaikat.

## Vizsgálata, ábrázolása
Egy taxon elterjedési területét úgy kapjuk meg, hogy lelőhelyeit összekötjük, és egy áreatérképen ábrázoljuk. Az áreaábrázolás ennél fogva függ:
- a taxon(ok) rendszertani lehatárolásától és felosztásától,
- a florisztikai adatok minőségétől.

Ismereteink a legtöbb taxon elterjedési területéről igencsak hiányosak.
A taxonok vízszintes elterjedésének ábrázolása léptékfüggő, mivel az egyedek, a populációk és kisebb-nagyobb élőhelyeik gyakorisága és térbeli megoszlása a közéjük ékelődő résekkel rendszerint egyenlőtlen. A pont- és kontúrtérképeket, valamint ezek kombinációit is használják; a modern, számítógépes áreatérképek többnyire raszteresek. A taxonok vertikális elterjedését leginkább szelvényeken mutatják be.

## Típusai

### Az elterjedési terület mérete szerint
- lokális (endemikus)
- egy kontinensre kiterjedő,

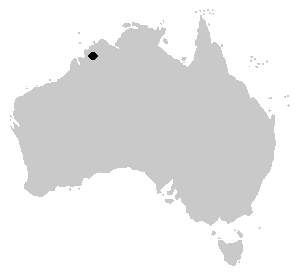
Az Uperoleia marmorata békaféle lokális elterjedési területe

- kozmopolita, azaz többé-kevésbé az egész Földre kiterjedő.

#### A minimaareál
A minimaareál az a legkisebb terület, amelyen már megfigyelhetők egy növénytársulás főbb jellemzői (struktúrája, fajösszetétele). Ezt a cönológiai felvételhez használt kvadrát méretét folyamatosan növelve, az ún. telítődési görbével határozzák meg. Ilyenkor független változónak a kvadrát méretét, függő változónak pedig a fajszámot tekintik. A görbe akkor telített, amikor ellaposodik, azaz a kvadrát méretét tovább növelve az észlelt fajok száma már nem emelkedik „lényegesen” – ez a kritérium nem túl egzakt, de a gyakorlati munkához megfelel.
A minimaareál szokásos mérete különböző típusú társulásokban:
- hínártársulások: 1–4 m²,
- nyílt gyeptársulások (például sziklagyepek): 4–25 m²,
- zárt gyeptársulások (például lejtősztyepek): 25–100 m²,
- cserjések: 100–400 m²,
- erdők: 400–1600 m²,
- trópusi esőerdők: 1600–10 000 m².

### Az elterjedési terület folyamatossága szerint
Az élőlény elterjedési területe lehet összefüggő (kontinuus) vagy megszakított (diszkontinuus).

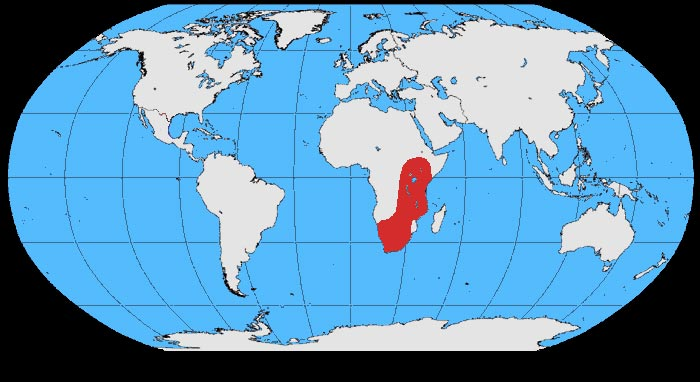
Az örvös holló (Corvus albicollis) folyamatos elterjedési területe

1. Az összefüggő elterjedési területek egy része meglehetősen egyszerűen alakul ki: az új faj kedvező környezetre talál, és meghódítja a számára alkalmas területet. A többnyire valamilyen természeti katasztrófa eredményeként felszabaduló új élőhelyeket először az úgynevezett pionír fajok népesítik be, majd ezeket apránként szorítják ki a stabil ökológiai rendszert alkotó klimax fajok. A benépesítés egy speciális fajtája a nagy kihalások eredményeként felszabaduló élőhelyek belakása: a kihalás túlélői elfoglalják a felszabaduló ökológiai fülkéket.
A teljesen folytonos elterjedési terület ritka; az área legalább a szélein többnyire különálló előörsökre (vagy ellenkezőleg: visszahúzódó örsökre) darabolódik. Ha az áreán belüli rések annyira megnőnek, hogy a taxon terjedési eszközeivel már nem hidalhatók át, exklávék vagy diszjunkciók alakulnak ki. Egyes diszjunkcióminták nagyon gyakoriak.
Jól példázza ezt az erdeifenyő (Pinus sylvestris), aminek elterjedési területe északon, a tajga övben nagy, összefüggő, a déli hegységekben viszont csak diszjunkt, kisebb részáreái, illetve exklávéi fordulnak elő.
A bükkfa (Fagus) nemzetség 3 diszjunkt részáreája körülbelül egyforma nagy. Abból a tényből, hogy a bükk és a májvirág (Hepatica) nemzetségek (és más, télen lombhullató lombos erdei taxonok) elterjedése rendkívül hasonló, arra következtetünk, hogy ezek ugyanazon paleoklimatológiai okok eredményei. A diszjunkciók esetében alapvetően vagy egykor kontinuus elterjedési területek redukciójára, vagy rendkívüli esetekben távoli elterjedésre kell gondolnunk. A hibridogén taxonok (mint például a szudéta cickafark (Achillea millefolium ssp. sudetica) párhuzamosan többhelyütt is kialakulhatnak (politop keletkezés).
2. A megszakított elterjedési terület két altípusa a diszjunkt és a diszperz area.

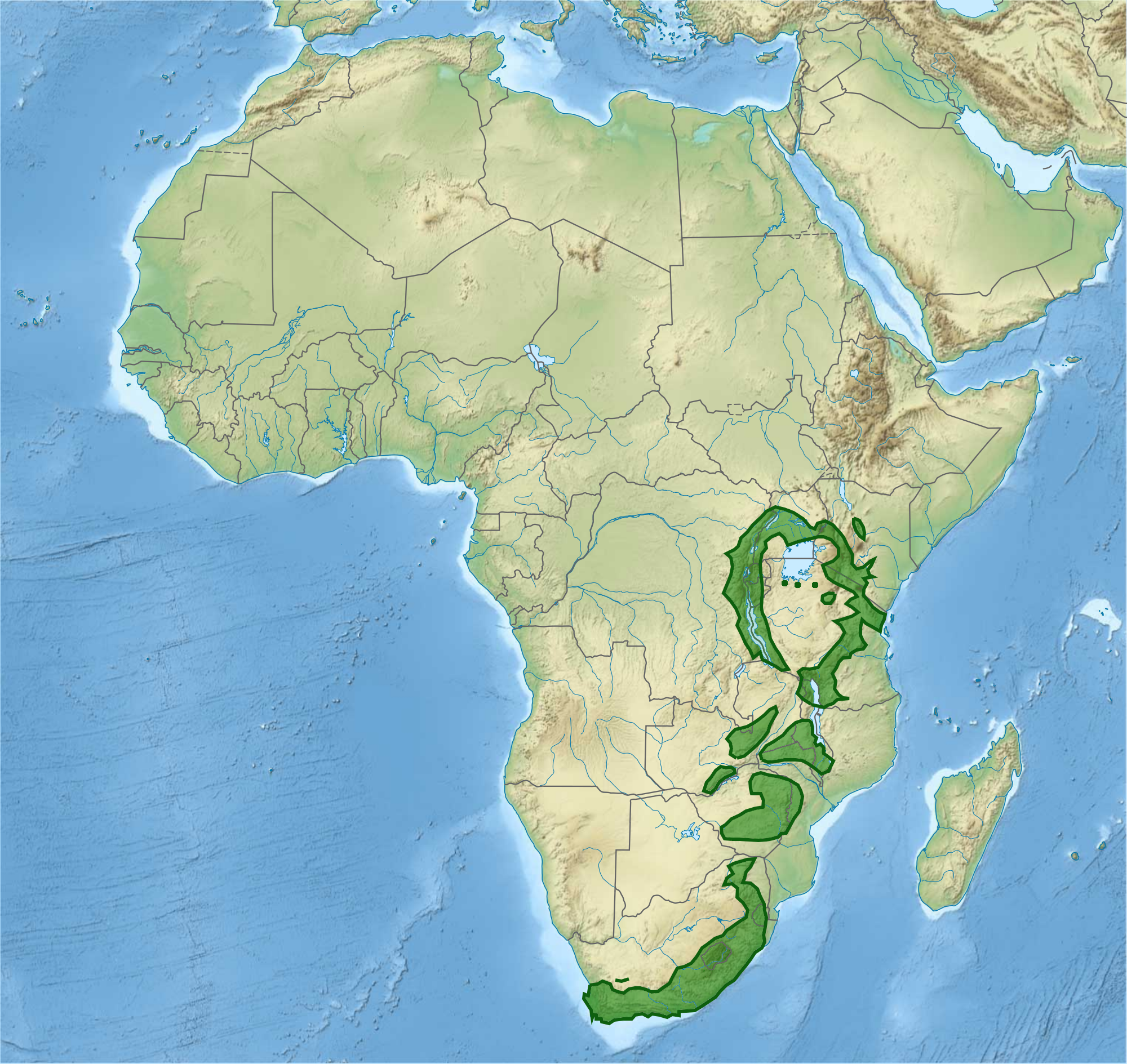
Az örvös holló (Corvus albicollis) regionális, diszjunkt elterjedési területe

- A diszjunkt area kevéssé megszakított: többnyire egy összefüggő (kontinuus) részből és az ettől elszakadt, szigetszerű foltokból áll. Általában valamely összefüggő elterjedési területből alakul ki olyankor, amikor azon a körülmények az adott élőlény számára fokozatosan egyre kedvezőtlenebbé válnak. Az optimálistól távolodó viszonyok közt az adott élőlény egyre többfelé pusztul ki, így areája megszakad.

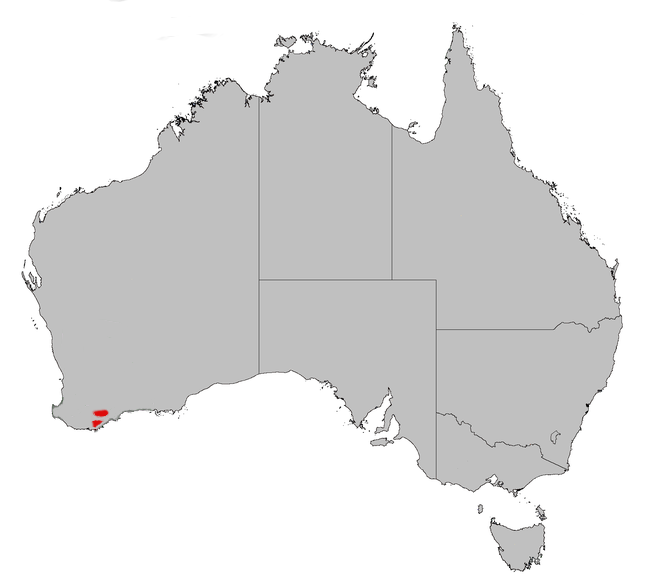
A Banksia brownii (kefevirág) diszperz elterjedési területe

- A diszperz area erősen megszakított. Nincs benne összefüggő rész, csak szigetszerű foltok. A diszperz area rendszerint a diszjunktból jön létre úgy, hogy az élőlény egyre újabb és újabb részterületekről szorul ki.

A megszakított elterjedési területek szigetszerű foltjain fennmaradt élőlények az úgynevezett reliktum fajok.

### A lehetőségek és a tények összevetése szerint
- potenciális area: a taxon számára elfoglalható terület;
- természetes area: az a terület, amit a faj az emberi beavatkozás nélkül/előtt elfoglalt.
- aktuális area: az emberi beavatkozás eredményeként elfoglalt terület.

## A taxon a vizsgált élőhelyen
Előfordulásának gyakorisága szerint az adott élőhelyen a taxon lehet:
- közönséges,
- elterjedt,
- szórványos vagy
- ritka.

## Az elterjedési területek vizsgálatának további ismérvei
- formagazdagság az adott áreában,
- térbeli kapcsolódás a legközelebbi rokon taxonokhoz,
- az áreák térbeli elrendeződése.

## Az elterjedési terület súlypontja
Az elterjedési terület súlypontját (az areaközpontot) a taxon előfordulásának sűrűsége és a genotípusos variabilitás (a formák gazdagsága) alapján jelölik ki. Így például:
- az apró szemvidítófű (Euphrasia minima) a központi Alpok több növényzeti övében is előfordul: a montántól (lucosok öve) egészen a nivális régióig (az örök hó birodalmáig); elterjedési területének súlypontja azonban a szubalpin régióban, 2000–2300 m magasan van, a törpefenyvesek, illetve törpecserjések övében.
- Az iglice (Ononis) nemzetség legtöbb faja a Délnyugat-Mediterráneumban él.
- A buzérfélék (Rubiaceae) családjának legtöbb nemzetsége a nedves-meleg trópusokon él; a szárazabb és hidegebb életterek felé haladva fajai és egyedei egyre ritkábbak.

Ha valamely, a fajnál magasabb szintű taxon sok fajának áreáját összegezzük, fölismerhetjük a taxon elterjedésének súlypontját.